# Close 2U 〜最後の夏休み〜
『Close 2U 〜最後の夏休み〜』（- さいごのなつやすみ）は2000年6月16日にスタジオミルクが製作した赤ちゃん倶楽部ブランドのアダルトゲームである。

## 概要
本作は、同人ソフトとして発売されたものを商業版へとリメイクしたものである。同人版のボリュームは小さかったため、商業版へのリメイクにあたって、同人版続編として予定していたガジェットを繰り上げて盛り込んだ形となっている。同人版が初のCD-ROM作品だったという経緯もあり、製品版もシステムに粗の目立つ部分も多い。本作のシナリオエンジンAkane4を発展させた「ransel（ランドセル）」は、吉里吉里を使用するまで後続ブランドで継続して使用されており、後発作品に影響を与える作品となっている。
ゲーム開始時に双子の2人のいずれかをプレイヤーキャラクターとして選択することができる。選択によって仲良くなれる女の子が限定される。
なお、立ち絵やマップ移動システム（後述）上でのキャラクター表示はアニメ絵だが、背景は実写取り込みとなっている。

## あらすじ
サーフィンのプロを目指す双子の兄弟、涼と毅。今年は最後の夏休み。ただ夢を追いかけるだけじゃなく、何か想い出を作ろうと思った。明音島を舞台とした俺たちだけの物語が始まる。

## 登場人物

### メインキャラクター
風間涼（かざま りょう）
主人公の双子の兄。6年生。身長152.1cm。体重44.9kg。クールで2枚目、頭もよい。サーフィンは父親の趣味を受け継いだものであり、兄弟そろってプロサーファーを目指している。
風間毅（かざま たけし）
主人公の双子の弟。6年生。身長149.1cm。体重42.5kg。元気で明るい性格だが、勉強のできはあまりよくなく、この夏も学校の補習に苦しめられる。
夢崎あずさ（ゆめざき あずさ）
主人公の同級生。6年生。明るい性格で、みんなのアイドル的存在。実際、芸能活動もしており、カラオケでは自分でリリースしている曲を歌ったりもする。
主人公の2人はサーフィンでもライバルだが、あずさをターゲットとした恋のライバルでもある。
風間鈴音（かざま すずね）
主人公の従妹。5年生。身長140.4cm。小さい頃から一緒に妹として暮らしている。引っ込み思案でおとなしい性格。毅のことが大好きだが、兄妹として過ごしてきたため、それ以上の関係にはなかなか進めないでいる。
上条由香（かみじょう ゆか）
主人公のクラスメイト。6年生。7月27日生まれ。明音島で一番お金持ちのお嬢様。学業優秀でまじめ、学校執行部の書記もこなす超優等生タイプ。眼鏡っ娘。光のことが好き。
河合春菜（かわい はるな）
鈴根の親友にしてクラスメイト。5年生。身長127.5cm。体重27kg。芸人根性を持っており、日中に主人公と出合ったときも、ボケとツッコミの掛け合いをするほど。小柄なため、年齢よりも小さく見える。光とは幼馴染である。
牧優子（まき ゆうこ）
主人公の幼なじみのクラスメート。6年生。涼とはきわめて仲がいい。ミニバスケ部のキャプテンをつとめる。
南潤子（みなみ じゅんこ）
主人公と同い年。6年生。学校で一番の美人と言われている。武人と幼馴染。無口で不思議な印象を与える。

### サブキャラクター
青山光
毅の親友。6年生。サッカー少年。春菜とは幼馴染だが、由香のことが気になっている。
近藤武人
毅の親友。6年生。クラス委員長。潤子と幼馴染である。
神崎隆二
サーフィンのライバル的存在。5年生。鈴音のことが好き。
立花先生
ウィンドウサーフィンを教える先生。『たんぽぽ 〜Everything Nice〜』の立花とは親戚筋にあたる。詳細は同作の立花先生を参照のこと。

## ゲームシステム
ゲームパートは大きく2つに分かれる。「マップ移動システム」を使用した日中の行動パートと、通常のアドベンチャーパートである。
マップ移動システム
作品の舞台である明音島に移動マスが点在して設けられている。移動マス同士は道で繋がれており、主人公はその日、決められたマス数、マップ上を自由に移動することができる。女の子のいるマスに到達すると、その女の子との会話パートに移行する。会話パートにおいては「縁日に誘う」など、女の子との新密度を上げる会話分岐も含まれている。
主人公は必ず移動しなければならず（待機できず）、女の子も必ず移動する。女の子は後退しないため、一本道で追いかけても追いつくことはできない。一本道で近づきつつある場合でも、奇数マス分離れている場合は1マス違いですれ違ってしまう。また、女の子は分岐でどちらの道を選択するかは未知であるため、うまく先回りしないと同一マスに達することはできない。このように、お目当ての女の子と同一マスに到達できるかどうかは運の要素も大きく、このシステムには不評の声が多かった。また、会話パートも使いまわしの文章が多く、アドベンチャーパートでの心境変化を全く反映しない会話であるなどの点も不評であった。
アドベンチャーパート
マップ移動システムでの女の子との親密状況に応じて、アドベンチャーパートで発生するイベントが変化する。「学校での補習」「縁日」「お誕生日会」「肝試し」「練習試合」「温泉旅行」（一部のシナリオにおいては「遊園地」「カラオケ」「花火」「嵐」）など、夏休みにふさわしいイベントが多く盛り込まれている。
前述のマップ移動システムをはじめとして、以下のようにゲームシステムには粗が目立つ点が多く見られた。これらの点は、苺みるくの『たんぽぽ 〜Everything Nice〜』では解消されている。
- セーブポイントが1つのみ。また、一日の終わりでしかセーブできない。
- CG回想やシーン回想が行えない。
- ENTERキーにてメッセージスキップらしき機能はあるものの、未読既読を区別せず、選択肢も強制的に選ばれてスキップされてしまう。
- メッセージヒストリ（過去テキストの読み返し）機能が設けられていない。
- ゲーム中からタイトルに戻ることやロードを行うことができない。結果、ロードしなおすには一度ゲームを終了して、タイトル画面でロードを選択する必要がある。
- 未パッチ状態では、シナリオが進まないなどの致命的バグが存在する。

## スタッフ
- シナリオ : 苦魔鬼轟丸（くまき とどろきまる）
- 原画 : みそおでん
- 音楽 : k2s

## 音楽
夢崎あずさはシングルを2枚出している設定となっている。ボイスは割り当てられておらず、流れる曲もカラオケであるが、作中で歌詞が示されている。
Close to you
デビュー曲。オープニングアニメーション中に流れる。ゲームCDのトラック14に入っている。
最後の夏休み
セカンドシングル。あずさシナリオの途中で流れる。ゲームCDのトラック15に入っている。

## 関連作品

### 同人版
同人版は本作の元となったゲームで1998年の夏コミで発売されていた。仲良くなれるキャラクターは「上条由香（今居由香）」「河合春菜（活澤春菜）」「牧優子（宮群優子）」「南潤子（巌潤子）」の4人（括弧内の名前は、前作同人ソフトでの予告資料に記されていた名前）であった。これらの名前は当時活躍中の声優に由来しているという。商業版では歌に声は当てられていないが、同人版のオープニングテーマソングにはスタッフである苦魔鬼轟丸とみそおでんの学校サークルの後輩による、2人組女の子ユニット「リップクリーム」による声が当てられている。
「夢崎あずさ」と「風間鈴音」は同人版続編で予定していたキャラクターであり、サーフィンの要素も同人版続編で予定されていたものであった。また、同人版続編では「麗（れい）」というキャラクターも登場する予定であったが、商業版に盛り込まれることはなかった。

### 鈴音たんとお風呂
風間鈴音のファンディスクとして「鈴音たんとお風呂」が発売されている。本作は、Close2Uの風間鈴音エンドシナリオの約1年後を舞台としたアドベンチャーゲームであり、選択肢は1箇所のみだが選択ミスを行っても再度選択肢に到達するルートであるため、実質1本道シナリオとなっている。シナリオエンジンにはransel（ランドセル）を使用。Close2Uはセーブポイントが1箇所のみであったが、本作では無制限にセーブ可能となるように改良している。